# 8529 Сіндзі
8529 Сіндзі (8529 Sinzi) — астероїд головного поясу, відкритий 19 жовтня 1992 року.
Тіссеранів параметр щодо Юпітера — 3,480.
Названо на честь Сіндзі (яп. しんじ(進士) сіндзі).